# Brooke Williams
Brooke Williams (Christchurch, 3 de janeiro de 1984) é uma atriz neozelandesa, conhecida por participações em Legend of the Seeker, Spartacus: Blood and Sand e The Almighty Johnsons.